# Joseph Neri
Pour les articles homonymes, voir Neri.
Joseph Neri (né le 26 juillet 1914 à Cannes et mort le 9 octobre 2005 à Thiers) est un coureur cycliste français professionnel de 1944 à 1951.

## Palmarès
- 1933
  - Nice-Puget-Théniers-Nice
  - 2e du championnat de France des sociétés
  - 3e de Nice-Mont Agel
- 1934
  - 3e de Nice-Mont Agel
- 1935
  - 3e de la Course de côte du mont Faron
  - 3e de Nice-Mont Agel
- 1937
  - 3e de Nice-Mont Agel
- 1944
  - 2e du Grand Prix des chaussures Léon Daniel
- 1945
  - Tour du Cantal
- 1946
  - Grand Prix d'Honneur d'Auvergne
  - 2e de la Course de côte du mont Faron
  - 2e de Nice-Mont Agel
  - 3e du Circuit de Mont Dore
- 1947
  - Tour du Cantal
  - Circuit des Monts du Livradois :
    - Classement général
    - 2e étape

  - 2e de la Course de côte du mont Faron
  - 2e de Nice-Mont Agel

## Résultats sur les grands tours

### Tour de France
1 participation
- 1947 : 40e